# Mitopiella
Mitopiella is een geslacht van hooiwagens uit de familie Phalangiidae (echte hooiwagens).
De wetenschappelijke naam Mitopiella is voor het eerst geldig gepubliceerd door Banks in 1930. 

## Soorten
Mitopiella is monotypisch en omvat slechts de volgende soort:
- Mitopiella cinctipes